# 鈴木恒男
鈴木 恒男（すずき つねお、1942年 - ）は、日本の実業家。国有化前の日本長期信用銀行で最後の頭取を務め、国有化の承認を行った。

## 人物・経歴
宮城県生まれ。1965年東北大学経済学部卒業、日本長期信用銀行入行。大阪支店営業第三部長を経て、1986年[企画部企画室長。1990年審査部長。1992年から取締役事業推進部長として不良債権処理にあたった。取締役営業企画部長を経て、1995年常務取締役。1998年副頭取・頭取代行。同年日本長期信用銀行の「最後の頭取」に就任し、日本リースの破綻などを受け、取締役会で国有化の承認を行った。

## 著書
- 『巨大銀行の消滅―長銀「最後の頭取」10年目の証言』東洋経済新報社2009年